# Petr Nováček
Petr Nováček (* 15. července 1946 Velký Šenov) je český novinář a politický komentátor.

## Život a dílo
Vystudoval historii na Filozofické fakultě Univerzity Karlovy. Počátkem 90. let 20. století pracoval v deníku Mladá fronta DNES. Rozhovory s hosty vedl ve dvojici s kolegou Jiřím Leschtinou. Pracuje jako vnitropolitický komentátor veřejnoprávního Českého rozhlasu. Jeho politické komentáře a analýzy vysílají především stanice Radiožurnál a Plus. Komentáře pravidelně publikuje také v Týdeníku Rozhlas.

### Ocenění
Roku 2000 mu byla společně s novinářem Alexandrem Mitrofanovem udělena Cena Ferdinanda Peroutky. V roce 2015 se pak stal laureátem novinářské ceny Opus Vitae, udělované Nadací Český literární fond, a to za celoživotní tvorbu.
V roce 2020 obdržel od prezidenta Miloše Zemana medaili Za zásluhy I. stupně za zásluhy o stát.